# Паркерс-Прері (Міннесота)
Паркерс-Прері (англ. Parkers Prairie) — місто (англ. city) в США, в окрузі Оттер-Тейл штату Міннесота. Населення — 1020 осіб (2020).

## Географія
Паркерс-Прері розташований за координатами 46°9′10″ пн. ш. 95°19′47″ зх. д. / 46.15278° пн. ш. 95.32972° зх. д. (46.152820, -95.329816).  За даними Бюро перепису населення США в 2010 році місто мало площу 3,17 км², з яких 3,15 км² — суходіл та 0,02 км² — водойми.

## Демографія
Згідно з переписом 2010 року, у місті мешкало 1011 особа в 428 домогосподарствах у складі 248 родин. Густота населення становила 319 осіб/км².  Було 464 помешкання (147/км²).
Расовий склад населення:
| - 99,2 % — білих - 0,4 % — чорних або афроамериканців - 0,1 % — корінних американців |

До двох чи більше рас належало 0,2 %. Частка іспаномовних становила 0,4 % від усіх жителів.
За віковим діапазоном населення розподілялося таким чином: 24,0 % — особи молодші 18 років, 45,7 % — особи у віці 18—64 років, 30,3 % — особи у віці 65 років та старші. Медіана віку мешканця становила 46,6 року. На 100 осіб жіночої статі у місті припадало 84,2 чоловіків;  на 100 жінок у віці від 18 років та старших — 76,6 чоловіків також старших 18 років.
Середній дохід на одне домашнє господарство  становив 44 592 долари США (медіана — 40 000), а середній дохід на одну сім'ю — 52 578 доларів (медіана — 44 583). Медіана доходів становила 42 000 доларів для чоловіків та 27 857 доларів для жінок. За межею бідності перебувало 16,1 % осіб, у тому числі 15,3 % дітей у віці до 18 років та 13,8 % осіб у віці 65 років та старших.
Цивільне працевлаштоване населення становило 413 особи. Основні галузі зайнятості: освіта, охорона здоров'я та соціальна допомога — 26,4 %, роздрібна торгівля — 17,4 %, виробництво — 14,0 %, мистецтво, розваги та відпочинок — 10,9 %.